# Heinrich III của Thánh chế La Mã
Heinrich III (28 tháng 10 năm 1016 – 5 tháng 10 năm 1056) còn được gọi là the Black hay the Pious, là Hoàng đế La Mã Thần thánh từ năm 1046 cho đến khi qua đời năm 1056. Là thành viên của nhà Salier, ông là con trai cả của Konrad II và Gisela của Schwaben.